# 1884
Cette page concerne l'année 1884 (MDCCCLXXXIV en chiffres romains) du calendrier grégorien.
L'année 1884 est une année bissextile qui commence un mardi.

## Événements

### Afrique
- 26 février : accord entre le Portugal et le Royaume-Uni sur les droits historiques du Portugal en Afrique. Le Portugal obtient des Britanniques la reconnaissance de la souveraineté sur les deux rives du fleuve Congo[1]. Cet accord est destiné à contrarier la poussée belge : en deux ans Léopold II de Belgique a imposé 400 traités aux chefs locaux dans la région de l’Oubangui et du Kasaï. Le congrès de Berlin s’oppose au principe des droits historiques au profit de l’occupation effective. Le gouvernement portugais entreprend donc d’occuper les territoires séparant l’Angola du Mozambique.
- 14 mars, Moçâmedes : départ de l’expédition Hermenegildo Capelo et Roberto Ivens au Katanga. Ils sont à Ntenke dans le royaume de Msiri le 27 octobre[2]. Ils atteignent Quelimane, sur la côte est du Mozambique, le 26 juin 1885.
- 2 avril : Keme Brema, frère de Samori Touré, vainc les Français à Wenyako, près de Bamako, mais est battu dix jours plus tard. Samori se tourne alors contre le Kénédougou[3].
- 23-24 avril : Léopold II de Belgique accorde à la France un « droit de préférence » au cas où il voudrait vendre ses possessions au Congo[4].
- 24 avril : soutenu par l’opinion publique, Bismarck proclame la souveraineté allemande sur la baie d’Angra Pequena, sur la côte de l’actuelle Namibie[5]. Les ethnies locales, Hereros et Hottentots, seront soumises par la force. D’avril à novembre, des explorateurs mandatés par Berlin proclament la souveraineté de l’Allemagne sur le Sud-Ouest africain, le Togo, le Cameroun et l’Afrique orientale.
- 25 avril : le consul allemand de Zanzibar demande au sultan Seyyid Bargash le contrôle de la route de Tabora. Les protestations du sultan et les appels qu’il lance aux Britanniques précipitent les événements[6].
- 28 avril - 10 juin : règne de Kwaku Dua II, asantehene des Ashanti. Il meurt de la varicelle[7].
- 3 juin : traité d’Adoua. Le négus d’Éthiopie Yohannès IV profite du soulèvement du Mahdi pour obtenir des Britanniques (mission de Sir William Hewett), en échange de son appui, Keren et l’usage du port de Massaoua[8].
- 5 juin : victoire décisive des Usuthu et des Boers sur les Mandlakazi à la bataille de Tshaneni pendant la guerre civile zouloue. Le 16 août, le roi zoulou Dinuzulu doit céder d’importantes terres aux Boers au Zoulouland où ils fondent la Nouvelle République (Nieuwe Republiek) et leur concèder une sorte de protectorat sur une grande partie du reste du Royaume zoulou[9].
- 5 et 11-12 juillet : protectorat allemand au Togo et sur la côte du Cameroun. L’explorateur Nachtigal fait signer aux chefs locaux des traités de protectorat[10].
- 14 juillet : les Britanniques s’installent à Berbera[11].
- 20 juillet : révolte du Massingire en Afrique centrale portugaise[12], encouragée par les prêtres mbona[13].
- Juillet : Harry Johnston, qui dirige une expédition au Kilimandjaro pour la Royal Geographical Society, écrit au sous-secrétaire d’État aux Affaires étrangères Lord Edmund Fitzmaurice pour inviter Londres à y proclamer son protectorat[14].
- 7 août : cinq navires allemands prennent position devant Zanzibar. Le sultan se soumet et autorise la construction d’un port à Dar es-Salaam et l’annexion de la région du Kilimandjaro[6].
- Septembre, Mozambique : départ d’une expédition portugaise conduite par Serpa Pinto vers le lac Malawi pour conclure des traités avec les chefs locaux. Elle avance vers l’ouest jusqu’au Luangwa et au Kafue, dans le bassin du Zambèze (Zambie actuelle). Serpa Pinto malade (30 août 1885), l’expédition est menée par Augusto Cardoso qui sécurise le territoire jusqu’au massif Mulanje ; il est de retour à Quelimane le 17 mai 1886[15],[16].
- 19 octobre : Mwanga II succède à Muteesa Ier comme souverain du Bouganda (Ouganda) (1884-1888 puis à partir de 1890). Le nouveau roi ne cache pas son hostilité aux chrétiens et favorise les musulmans : cinq chrétiens, dont l’évêque anglican James Hannington (en), sont assassinés (1885)[17].
- Octobre :
  - le commandant Antoine Combes est nommé en remplacement de Boylève au commandement du Haut-Fleuve et les opérations militaires reprennent contre Ahmadou[18]. L’enseigne de vaisseau Froger amène à Bamako la canonnière le Niger, bâtiment démontable, mis à l’eau en aval des rapides de Sotuba, qui le conduit à Koulikoro (7 septembre)[19].
  - fondation de l’Église thembu par Nehemiah Tile en Afrique du Sud et incitation à la désobéissance civile[20].
- 3 novembre : fondation en Afrique du Sud du premier journal de la région réalisé par des Noirs, les Xhosas : Imvo Zabantsundu (Opinions africaines)[21].
- 4 novembre : arrivée à Zanzibar de l’Allemand Carl Peters[22]. Durant l’automne, il fait signer des traités aux chefs de l’intérieur.
- 15 novembre : la Conférence de Berlin réunit 14 pays jusqu'au 25 février 1885. Elle réglemente la colonisation sur le continent entre les différentes puissances européennes, ainsi que la rivalité franco-belge au Congo. Liberté de navigation sur les fleuves Niger et fleuve Congo[1].
- 2 décembre : mort du chef nyamwezi Mirambo[23]. Son frère et successeur Mpandashalo ne peut empêcher la dislocation de son Empire[24].
- Décembre : mort du chef nyamwezi Nyungu ya Mawe[25].

- À la mort d’Abou Sekkine, son fils Borkoumanda prend le pouvoir au Baguirmi. Un coup d’État met fin peu après à son règne et ses sujets désignent comme chef son oncle Abd er-Rhamane II[26].

#### Afrique du Nord

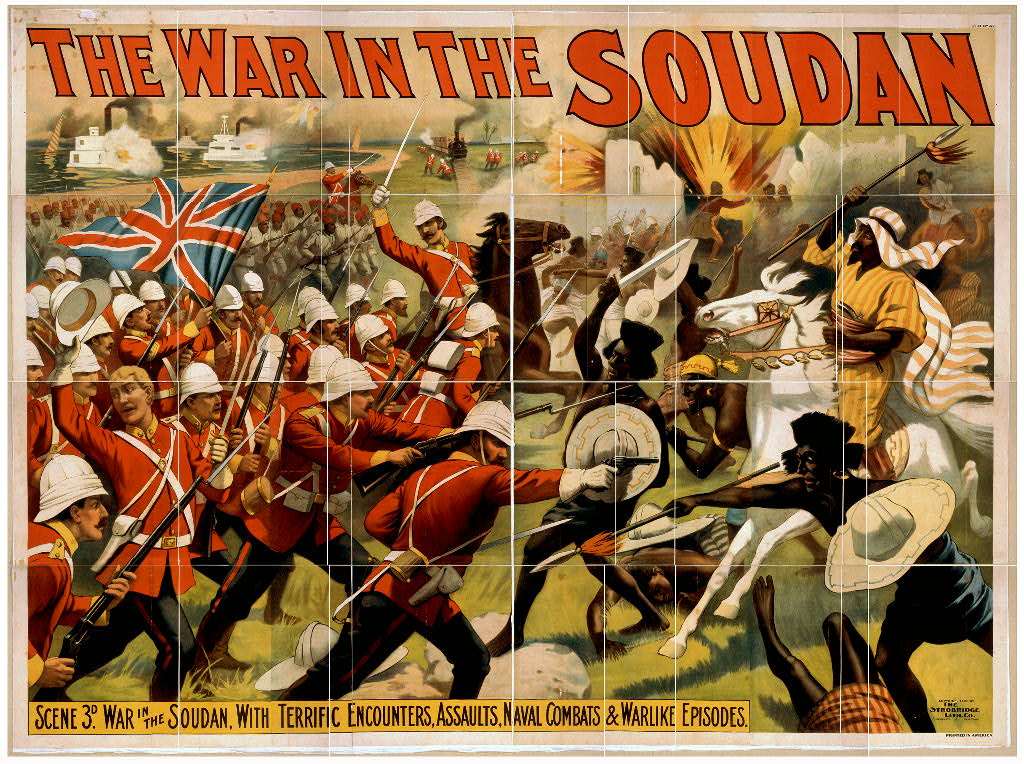
La guerre au Soudan, affiche pour un spectacle en 1897

- 4 février, Guerre des Mahdistes : victoire mahdiste à la Première bataille d’El Teb, à la suite de la débandade des troupes égyptiennes[27].
- 18 février : Gordon Pacha retourne à Khartoum. Sa proposition d'octroyer au Mahdi le titre de sultan du Kordofan est rejeté[27].

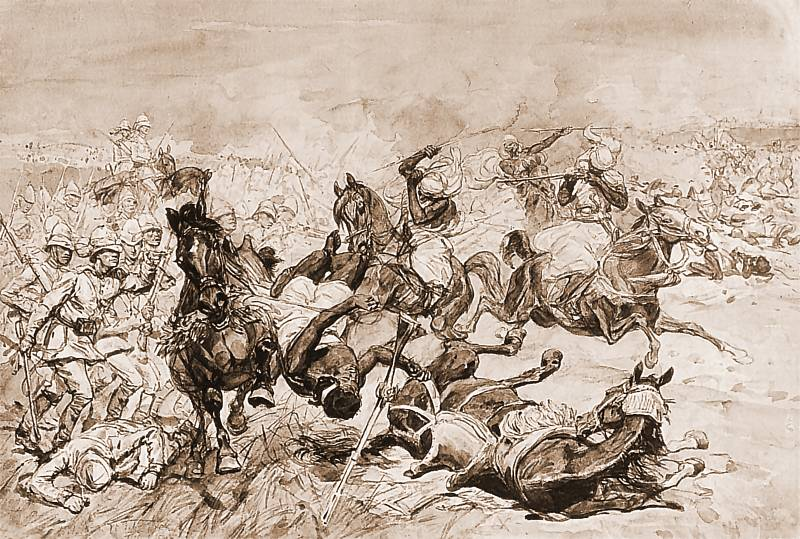
28 février : deuxième bataille d’El Teb. Attaque de la cavalerie derviche sur les carrés anglais. Dessin paru dans le Monde illustré 1884.

- 28 février, Guerre des Mahdistes : victoire britannique à la deuxième bataille d’El Teb (Gerald Graham)[27].
- 13 mars : victoire britannique à la bataille de Tamai, qui dégage Souakin[27]. Début du siège de Khartoum (fin le 26 janvier 1885)[28].
  - Des troubles menés par le Mahdi, un chef religieux, commencent au Soudan contre les Britanniques. Le gouvernement britannique demande au khédive Tawfiq d’évacuer le Soudan. L’opération est confiée au général britannique Gordon. Il remonte le Nil jusqu’à Khartoum, où il se trouve isolé en pays hostile, mais refuse de regagner l’Égypte et se retranche dans la ville pour organiser la résistance malgré la disproportion des forces en présence. La ville résiste pendant un an.
- 14 septembre, Guerre des Mahdistes : victoire mahdiste à la bataille d’El Eilafun[29].
- 10 novembre, Tunisie : le ministre résident obtient l’autorisation d’approuver la promulgation et la mise en exécution des lois tunisiennes[30].

### Amérique
- 4 avril : traité de Valparaiso dit de la « Trêve indéfinie ». À la suite de sa victoire dans la guerre du Pacifique (1879-1884) contre la Bolivie et le Pérou, le Chili acquiert les régions de l’Atacama et d’Antofagasta qui contiennent des mines de nitrates et de cuivre, et le territoire d’Arica[31]. La Bolivie perd sa façade maritime. Elle voit s’accentuer son isolement et son retard économique. Le Pérou sort épuisé de cette guerre et cède ses provinces méridionales.
- 21 avril : un contrat signé entre le Costa Rica et l’entrepreneur nord-américain Minor Keith prévoit l’octroi de 350 000 ha de terres (8 % du territoire national) en échange de la construction d’un chemin de fer et une concession de 99 ans pour son utilisation[32]. Le chemin de fer est terminé en 1890 et Keith devient le premier exportateur de bananes et crée en 1899 l’United Fruit Company.
- 11 août : réélection de Rafael Núñez président des États-Unis de Colombie[33].
- 3 septembre : Gregorio Pacheco devient président de la Bolivie[34]. L’oligarchie conservatrice prend le pouvoir après le départ du général Narciso Campero qui n’a pas pu se maintenir à la suite de la défaite face au Chili dans la guerre du Pacifique.
- 1er octobre-1er novembre : la Conférence internationale de Washington officialise la division de la Terre en 24 fuseaux horaires et désigne le méridien de Greenwich comme origine des longitudes[35].
- 4 novembre : élection du démocrate Bourbon Grover Cleveland comme président des États-Unis[36].
- 1er décembre : Porfirio Díaz est élu une seconde fois président du Mexique[37] (fin en 1910).

### Asie et Pacifique
- Février : annexion de l’oasis de Merv en Turkménistan par la Russie[38], qui contrôle la totalité du Turkestan.
- 6 mars : abolition du tribut et création d’un impôt personnel (cedula personal) aux Philippines[39]. Cédant en partie face à la montée de l’opposition libérale, l’administration coloniale espagnole procède à des réformes fiscales et administratives qui allègent les corvées. Toutefois les dirigeants de l’opposition comme Del Pilar sont contraints à l’exil à Hong Kong ou en Espagne.

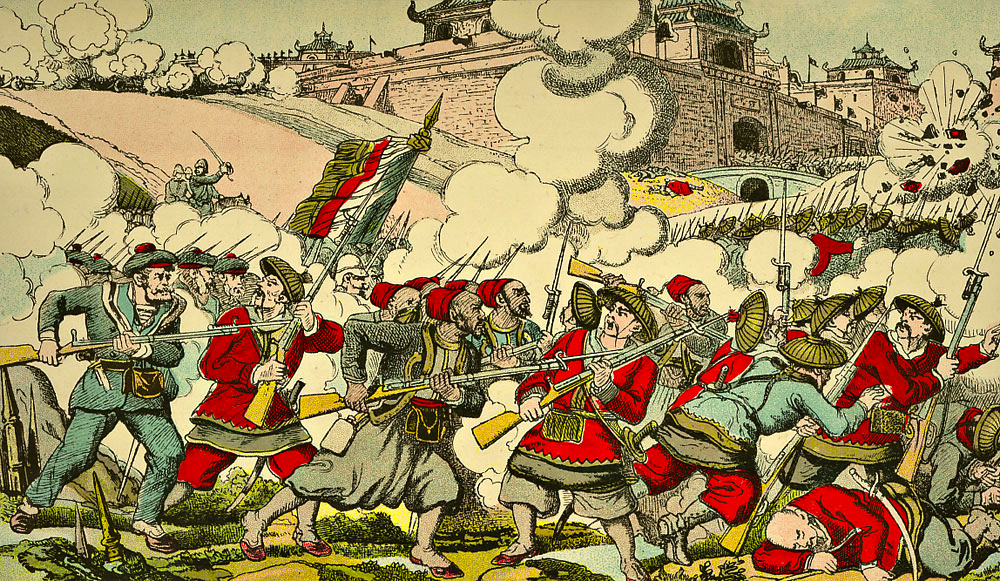
La prise de Bac Ninh (12 mars) interprétée par l'imagerie d'Épinal.

- 12 mars : prise de Bac Ninh, au Tonkin, par les troupes françaises du général Oscar de Négrier[40].
- Mars - octobre : l’agitateur musulman Afghani crée à Paris The Firmest Bond, revue dirigée contre l’impérialisme britannique[41].
- 8 mai : assassinat à Taef de Midhat Pasa, probablement sur ordre du sultan Abdül-Hamid II[42]. Ce proche du futur mouvement Jeunes-Turcs a été formé à l’école des Tanzimat (réformes dans le sens de la modernisation des lois et des mœurs dans l’Empire ottoman).
- 11 mai : accord de Tientsin, convention signée par le capitaine Fournier ; il impose le retrait des troupes chinoises du Tonkin[43].
- 6 juin : traité de Hué. Accords entre la Chine et la France. Les deux parties acceptent le premier traité de Hué, qui reconnaissait le protectorat français sur l’Annam et le Tonkin[44]. La France occupe Langson et toute la zone adossée au Yunnan. L’autorité coloniale impose un régime d’administration directe en Indochine française (conventions de 1884 et 1897).
- 17-24 juin : le gouverneur de Cochinchine Charles Thomson impose une convention au roi Norodom. Le Cambodge est passé sous protectorat de la France[45].
- 22 juin : un émissaire chinois demande un délai de dix jours pour l’évacuation du Tonkin mais n’est pas compris[46].
- 23 juin : les Français sont battus à Bac Le et contraints à la retraite par les troupes chinoises qui n’appliquent pas les accords de Tientsin[40].
- 12 juillet : la France envoie un ultimatum à la Chine et exige l’évacuation immédiate du Tonkin le paiement d’indemnités de guerre[46].
- 22 juillet : Adolphe Le Boucher devient le premier gouverneur civil de Nouvelle-Calédonie[47]. L'archipel est dotée d’une administration civile. Du gouverneur général dépendent la Grande-Terre, l’île des Pins, les îles Loyauté ainsi que les îles Chesterfield, annexées par la France en 1878 pour le guano.
- 5 août : les forces françaises débarquent à Keelung, à Taïwan[48].

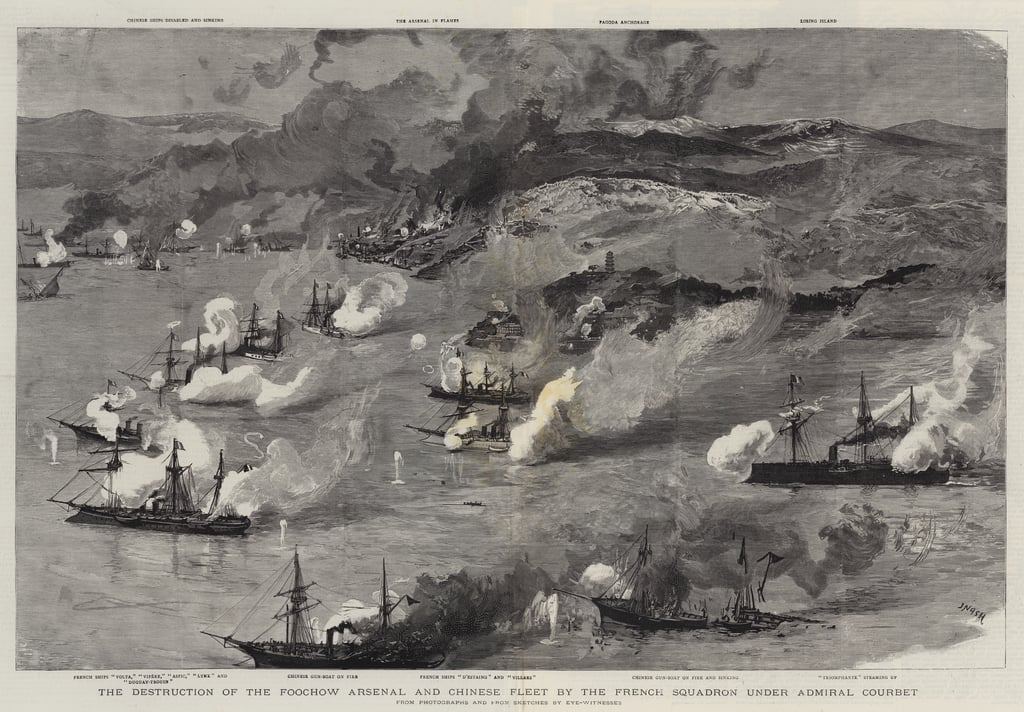
23 août : destruction de la flotte chinoise à Fuzhou.

- 23 août : la marine française bombarde Fuzhou et établit un blocus de Taïwan[49]. Le 26; la Chine déclare la guerre à la France[48].
- Septembre, Queensland, Australie : deux cents policiers indigènes à cheval affrontent six cents guerriers kalkatungu (en) sur la Battle Mountain et les matent définitivement grâce à leurs armes à feu[50].
- 8 octobre : l’offensive française à Taïwan est repoussée par les Chinois à la bataille de Tamsui[48].
- 29 octobre : le parti libéral japonais (Jiyūtō) est dissous[51].
- 1er novembre, Japon : début de la révolte de Chichibu. Des militants du « mouvement pour la liberté et les droits du peuple » s’appuyant sur la paysannerie endettée du nord du Kantō fomentent une insurrection, réprimée le 10 novembre[52].
- 3-5 novembre : la partie nord-est de la Nouvelle-Guinée est annexée par l’Allemagne sous le nom de Kaiser-Wilhelm-Land[53].
- 6 novembre : le Royaume-Uni prend possession du sud-est de la Nouvelle-Guinée, qui devient Territoire de Papouasie[54].
- 19 novembre : victoire française sur les Pavillons noirs à la bataille de Yu Oc[55].
- 23 novembre : début du siège de Tuyen Quang (fin le 28 février 1885)[40].
- 26 novembre : la République de Lanfang disparait à la suite de l’invasion néerlandaise[56].
- 4 décembre : révolution Kapsin en Corée, provoquée par les élites progressistes dirigées par Kim Okkyun[57]. Elle est durement réprimée. Le parti des « modernisateurs », réformistes qui veulent imiter la voie japonaise (ils ont fait adhéré la Corée à la convention internationale des postes) tente un coup d’État, mais le général chinois Yuan Shikai rétablit la situation et remet les conservateurs coréens en selle.
- Le sultan ottoman prend de nouvelles mesures contre la colonisation juive en Palestine. L’acquisition de biens immobiliers est interdite, et le séjour des pèlerins est limité à un mois en Terre sainte[58].

### Europe
- 4 janvier : fondation de la Société fabienne au Royaume-Uni[59]. Ses membres, d’extraction bourgeoise et de positions sociales très diverses, se proposent de faire passer un discours social dans les partis bourgeois (G. B. Shaw, H. G. Wells, Sidney et Beatrice Webb). En s’opposant à la lutte des classes et à l’action syndicale, les Fabiens freineront la formation d’une organisation ouvrière autonome.
- 18 janvier : gouvernement Antonio Cánovas del Castillo en Espagne (fin en 1885)[60].
- 5 mars, Allemagne : le Parti du progrès et l’Alliance libérale fusionnent pour fonder le Parti radical allemand[61].
- 21 mars : loi Waldeck-Rousseau relative à la liberté des syndicats en France[62].
- 27 mars : renouvellement de l’Entente des trois empereurs[63] (Russie-Autriche-Allemagne).
- 8 avril : mémoire de Kusserow (de), qui vante les avantages politiques et financiers du mode de colonisation par les compagnies à chartes. Bismarck se rallie à l’idée coloniale[64].
- 20 avril : encyclique Humanum Genus. Le pape Léon XIII condamne le relativisme philosophique de la franc-maçonnerie[65].
- Avril : suppression définitive des Annales de la Patrie, périodique russe[66].
- 10 juin : défaite des libéraux aux législatives en Belgique[67]. Fin de la première guerre scolaire.
- 13 juin : règlement pour les écoles paroissiales en Russie[68]. Contrôle du Saint-Synode sur toutes les écoles primaires. Multiplication des écoles paroissiales systématiquement avantagées.
- 20 juin (8 juin du calendrier julien) : loi électorale en Roumanie[69], favorisant les possédants.
- 23 juin : en Norvège, le roi Oscar II, après deux tentatives vaines pour faire investir un ministère conservateur et après des élections très défavorables à sa cause, se résigne à faire appel à Johan Sverdrup pour former un cabinet capable de trouver le soutien du Storting. Cette décision marque le début du régime parlementaire en Norvège[70].
- 6 juillet : loi sur les accidents du travail en Allemagne, mis à la charge des patrons[71].
- 27 juillet, France : loi Alfred Naquet, qui emporte notamment le rétablissement du divorce, aboli depuis 1816 (loi Bonald)[72].
- 29 juillet : fondation à Londres de l’Imperial Federation League. La première réunion de la Ligue a lieu le 18 novembre[73].
- 4 septembre (23 août du calendrier julien) : nouveau statut des universités en Russie[74]. Suppression de l’autonomie universitaire, interdiction du droit d’association des étudiants, renforcement du pouvoir des curateurs, limitation de l’enseignement supérieur féminin.
- 29 septembre[75] : création du Parti de l’indépendance et de 1848 en Hongrie[76].
- 6 octobre : entrevue entre Herbert von Bismarck et Jules Ferry à Paris, qui marque un rapprochement franco-allemand dirigé contre la Grande-Bretagne[77].
- 28 octobre : percée des sociaux-démocrates aux élections du Reichstag en Allemagne[78]. En doublant le nombre de leurs sièges, ils font figure de vainqueurs malgré les efforts de Bismarck pour les affaiblir.
- 6-12 novembre : conférence de Katowice[79]. Création à Katowice en Pologne du mouvement des Amants de Sion, créé lors de la conférence des Hoveveï Sion, à Iași, en Roumanie.
- 15 novembre : ouverture de la conférence de Berlin sur la colonisation de l’Afrique[1].
- 30 novembre : création de Lutèce d'Augusta Holmès à Angers.
- 1er décembre : une mission militaire française, dirigée par le général Vosseur, est envoyée en Grèce pour diriger pendant 3 ans l'instruction de l'armée hellénique[80].
- 6 décembre : Reform Act au Royaume-Uni (Representation of the People Act (en))[81]. Les Communes adoptent des mesures (1882-1885) qui élargissent l’électorat, qui englobe désormais les ouvriers agricoles, et qui redessinent la carte des circonscriptions afin de donner plus de poids aux agglomérations urbaines, au pays de Galles et à l’Irlande. Le nombre d’électeurs passe de 3 à 5 millions (29 % des adultes).
- 27 décembre : fondation au Royaume-Uni de la Ligue socialiste (Socialist League) anarchisante de William Morris qui quitte la Fédération sociale-démocrate (SDF)[82].

## Naissances en 1884
- 1er janvier :
  - Alberto Cianca, journaliste et homme politique italien († 8 janvier 1966).
  - Henri Farge, peintre, aquafortiste et graveur sur bois français († 24 décembre 1970).
- 3 janvier :
  - Giovanni Cuniolo, coureur cycliste italien († 25 décembre 1955).
  - Raoul Koczalski, pianiste polonais († 24 novembre 1948).
- 5 janvier : Vilmos Huszár, peintre et designer hongrois († 8 septembre 1960).
- 6 janvier : Isaak Brodsky, peintre russe puis soviétique († 14 août 1939)
- 13 janvier ou 13 juin : Leon Chwistek, peintre avant-gardiste, théoricien de l'art moderne, critique littéraire, logicien, philosophe et mathématicien polonais († 20 août 1944).
- 15 janvier : Monte Carter, acteur, scénariste et réalisateur américain († 14 novembre 1950).
- 17 janvier : Arthur Vanderpoorten, homme politique belge († 3 avril 1945).
- 18 janvier : Mary Gertrude Joyce, religieuse irlandaise († 1er mars 1964).
- 19 janvier : Albert Wolff, chef d'orchestre et compositeur français († 20 février 1970).
- 20 janvier : Ievgueni Zamiatine, ingénieur naval et écrivain russe († 10 mars 1937).
- 24 janvier : Alexandre Roubtzoff, peintre russe naturalisé français († 26 novembre 1949).
- 26 janvier : Edmond Ceria, peintre et illustrateur français († 24 juillet 1955).
- 27 janvier : Francesco Cangiullo, écrivain, poète et peintre italien († 22 juillet 1977).
- 28 janvier : Joseph Boulnois, organiste et compositeur français († 20 octobre 1918).
- 29 janvier :
  - Anton Loutskievitch, éditeur, journaliste, critique littéraire, historien et homme politique russe puis soviétique († 1946).
  - Blanche Selva, pianiste, pédagogue et compositrice française († 3 décembre 1942).
- 30 janvier : Pedro Pablo Ramírez, militaire et homme politique argentin († 11 juin 1962).
- 31 janvier :
  - Antons Austriņš, écrivain, poète et traducteur letton († 17 avril 1934).
  - Johan Laidoner, militaire estonien († 13 mars 1953).
- 5 février : Kathleen Shackleton, peintre et portraitiste irlandaise († 10 juillet 1961).
- 7 février : Achille Liénart, cardinal français, évêque de Lille († 15 février 1973).
- 8 février :
  - Fulvio Aducci, homme politique brésilien († 8 août 1955).
  - Jean-Louis Gampert, peintre, graveur et illustrateur suisse († 7 août 1942).
- 12 février :
  - Max Beckmann, peintre expressionniste allemand († 27 décembre 1950).
  - Marie Vassilieff, peintre français d'origine russe († 14 mai 1957).
- 14 février :
  - Luca Albino, peintre italien († avril 1952).
  - Gabriel Poulain, coureur cycliste français († 9 janvier 1953).
- 16 février :
  - Adolfo Konder, homme politique brésilien († 24 septembre 1956).
  - Yasuda Yukihiko, peintre japonais († 29 avril 1978).
- 17 février : Arthur Vanderpoorten, homme politique belge († 3 avril 1945).
- 22 février :
  - York Bowen, compositeur et pianiste britannique († 23 novembre 1961).
  - Lew Cody, acteur américain († 31 mai 1934).
- 23 février : Frank Cellier, acteur anglais († 27 septembre 1948).
- 24 février : Marguerite Béclard d'Harcourt, compositrice et musicologue française († 2 août 1964).
- 26 février : Harry Benham, acteur américain († 17 juillet 1969).
- 27 février :
  - Alexandre Arnoux, écrivain français († 5 janvier 1973).
  - William Bowman, réalisateur et acteur américain († 1er janvier 1960).
- 2 mars : Léon Jongen, compositeur, pianiste, chef d'orchestre et professeur belge († 18 novembre 1969).
- 11 mars : Victor Dupré, coureur cycliste français († 7 juin 1938).
- 15 mars : Vicente Blanco, coureur cycliste espagnol († 24 mai 1957).
- 17 mars :
  - Joseph Bonnet, organiste et compositeur français († 2 août 1944).
  - Frank Buck, aventurier, chasseur, collectionneur, acteur et producteur américain († 25 mars 1950).
  - Joe Fogler, coureur cycliste sur piste américain († 5 octobre 1930).
- 20 mars : Frank Hagney, acteur australien (occasionnellement boxeur et cascadeur) († 25 juin 1973).
- 21 mars : Oleksiy Chovkounenko, peintre russe puis soviétique († 12 mars 1974).
- 23 mars : André Herviault, peintre français († 10 juillet 1969).
- 24 mars :
  - Pierre-Louis Cadre, peintre français († 6 juin 1972).
  - Adolphe Milich, peintre français d'origine polonaise († 18 octobre 1964).
  - Eugène Tisserant, cardinal français de la curie romaine († 21 février 1972).
- 26 mars : Marie Empress, actrice britannique († octobre 1919).
- 27 mars : James Cruze, acteur, réalisateur, producteur et scénariste américain († 3 août 1942).
- 29 mars : Pierre Dumont, peintre français († 8 avril 1936).
- 2 avril : Paul Duboc, coureur cycliste français († 19 août 1941).
- 4 avril : Saturnin Fabre, comédien français († 24 octobre 1961).
- 6 avril : Alois Reiser, compositeur, violoncelliste et chef d'orchestre américain d'origine austro-hongroise († 4 juillet 1977).
- 7 avril :
  - Giovanni Acanfora, homme politique italien († 8 mars 1976).
  - Bronislaw Malinowski, anthropologue et ethnologue polonais († 14 mai 1942).
- 9 avril : Marcel Godard, coureur cycliste français († 9 septembre 1966).
- 11 avril : León Felipe, poète espagnol († 18 septembre 1968).
- 14 avril : Gabriel Girodon, peintre et sculpteur français († 24 novembre 1941).
- 15 avril : Samuel Agourski, historien et Personnalité politique biélorusse († 19 août 1947).
- 16 avril : Adrien Bas, peintre français († 2 mai 1925).
- 18 avril :
  - Michel Fingesten, peintre, dessinateur et graveur austro-hongrois puis tchécoslovaque († 8 octobre 1943).
  - Ludwig Meidner, peintre et graveur expressionniste juif allemand († 14 mai 1966).
- 20 avril : Otto Van Rees, peintre néerlandais († 19 mai 1957).
- 22 avril :
  - Armas Launis, compositeur, ethno-musicologue, pédagogue, écrivain et journaliste finlandais († 7 août 1959).
  - Fernand Siméon, peintre, graveur et illustrateur français († 2 mai 1928).
- 24 avril : Alfred Lombard, peintre français († 7 septembre 1973).
- 25 avril : Jean-Baptiste Dortignacq, coureur cycliste français († 13 mai 1928).
- 27 avril : Suzanne Daynes-Grassot, peintre et illustratrice française († 1976).
- 4 mai : Pierre Bertrand, peintre français († 9 novembre 1975).
- 5 mai : Achille Germain, coureur cycliste français († 12 avril 1938).
- 7 mai : Tame Horomona Rehe, dit Tommy Solomon, fermier néo-zélandais connu comme « le dernier Moriori » († 19 mars 1933).
- 8 mai :
  - Evert Huttunen, journaliste et homme politique finlandais († 29 mars 1924).
  - Harry S. Truman, futur président des États-Unis († 26 décembre 1972).
- 9 mai : Vincenzo Borgarello, coureur cycliste italien († 6 janvier 1969).
- 10 mai : Louis Fidrit, peintre français († 2 décembre 1918).
- 12 mai : Flores (Isidoro Martí Fernando), matador espagnol († 6 décembre 1921).
- 13 mai : André Auffray, coureur cycliste français († 4 novembre 1953).
- 14 mai : Roger Deverin, peintre, illustrateur et décorateur français († 1973).
- 17 mai :
  - Raphaël Diligent, sculpteur, peintre, illustrateur et occasionnellement acteur de cinéma français († 11 juillet 1964).
  - Maurice Robin, peintre, illustrateur, lithographe et critique d'art français († 28 janvier 1942).
- 19 mai : Arthur Meulemans, compositeur, chef d'orchestre et pédagogue belge († 29 juin 1966).
- 20 mai : Maurice Mathurin, peintre français († 13 novembre 1965).
- 22 mai : Wilhelmina Hay Abbott, suffragette écossaise († 17 octobre 1957).
- 23 mai : Jules Courvoisier, affichiste suisse († 11 novembre 1936).
- 27 mai : Maurice Savreux, peintre français  († 30 décembre 1970).
- 29 mai : Guy Rathbone, acteur britannique († 21 avril 1916).
- 1er juin : Henriette Gottlieb soprano allemande († 2 janvier 1942]..
- 6 juin : Gino Rossi, peintre italien († 16 décembre 1947).
- 10 juin : Juan Queraltó, homme politique argentin († 3 avril 1952).
- 13 juin : Leon Chwistek, peintre, philosophe et mathématicien polonais († 20 août 1944).
- 16 juin : Édouard Saunier, affichiste, dessinateur, illustrateur et peintre français († 22 novembre 1918).
- 18 juin : Thérèse Geraldy, peintre française († 31 juillet 1965).
- 21 juin : Masamitsu Ōshima, herpétologiste et ichtyologiste japonais († 26 juin 1965).
- 22 juin : Alice Delaye, peintre portraitiste et paysagiste française († 28 décembre 1963).
- 25 juin : Daniel-Henry Kahnweiler, écrivain, collectionneur et marchand d'art († 11 janvier 1979).
- 27 juin : Gaston Bachelard, philosophe français († 16 octobre 1962).
- 29 juin : Pedro Henríquez Ureña, écrivain dominicain († 11 mai 1946).
- 7 juillet :
  - André Dunoyer de Segonzac, peintre, graveur et illustrateur français († 17 septembre 1974).
  - Azuma Moriya, militante japonaise pour la tempérance († 18 décembre 1975).
- 11 juillet :
  - Marcel Bloch, peintre et sculpteur français († 26 mai 1953).
  - Emile Ronet à Paris, comédien français († 18 avril 1959).
- 12 juillet : Amedeo Modigliani, peintre et sculpteur italien († 24 janvier 1920).
- 13 juillet : John Francis Dillon, acteur et réalisateur américain († 4 avril 1934).
- 16 juillet :
  - Gabrielle David, peintre française († 2 juin 1959).
  - Étienne Morillon, peintre et graveur français († 17 octobre 1949).
- 23 juillet : Emil Jannings, acteur allemand († 3 janvier 1950).
- 24 juillet : Henri Rheinwald, coureur cycliste suisse († 24 avril 1968).
- 25 juillet : Georges Hillaireau, peintre et dessinateur français († 9 décembre 1954).
- 29 juillet : Boris Assafiev, compositeur et critique russe puis soviétique († 27 janvier 1949).
- 31 juillet : Gabriel Venet, peintre français († 29 octobre 1954).
- 1er août : Saw Sa, médecin, suffragiste et sénatrice birmane († 28 février 1962).
- 2 août :
  - Ali Aaltonen, homme politique et journaliste finlandais († mai 1918).
  - Marg Moll, sculptrice, peintre de l'art abstrait et écrivaine allemande († 15 mars 1977).
- 3 août :
  - Georges Boillot, coureur automobile († 21 avril 1916).
  - Louis Gruenberg, pianiste et compositeur américain († 9 juin 1964).
  - Ilse Heller-Lazard, peintre germano-suisse († 10 janvier 1934).
- 4 août :
  - Giannino Castiglioni, sculpteur et médailleur italien († 27 août 1971).
  - Henri Cornet, coureur cycliste français († 18 mars 1941).
- 6 août : Elwood Bredell, directeur de la photographie, photographe de plateau et acteur anglais († 22 mai 1976).
- 7 août : Paul Frolich, militant luxembourgiste († 16 mars 1953).
- 11 août : Robert Guénine, peintre, dessinateur, illustrateur russe puis soviétique d'origine juive († 16 août 1941).
- 16 août : Hugo Gernsback, écrivain de science-fiction († 19 août 1967).
- 21 août : Bohumil Kubišta, peintre austro-hongrois puis tchécoslovaque († 27 novembre 1918).
- 22 août : Paul-Émile Pissarro, peintre français († 20 janvier 1972).
- 23 août : Marcel Bernanose, peintre et graveur français († 2 avril 1952).
- 24 août : Pilar Jorge de Tella, féministe cubaine († 26 avril 1967).
- 26 août : Gustave Soury, peintre animalier et affichiste français († 16 juin 1966).
- 27 août :
  - Harry Antrim, acteur américain († 18 janvier 1967).
  - Vincent Auriol, futur président de la République française († 1er janvier 1966).
- 28 août : Peter Fraser, premier ministre de Nouvelle-Zélande durant la Seconde Guerre mondiale († 12 décembre 1950).
- 1er septembre :
  - « Bienvenida » (Manuel Mejías y Rapela), matador espagnol († 14 octobre 1964).
  - Pierre-Antoine Cluzeau, peintre, graveur, dessinateur et illustrateur français († 17 janvier 1963).
  - Augusto Coello, écrivain et homme politique hondurien († 8 septembre 1941).
- 5 septembre : Harper B. Lee, matador américain († 26 juin 1941).
- 11 septembre : Édouard-Jules Eveno, peintre paysagiste, portraitiste et sculpteur animalier français († 1980).
- 16 septembre : Janusz Nawroczyński, peintre polonais († 15 janvier 1931).
- 19 septembre : Ioulia Slonimskaïa Sazonova, marionnettiste russe († 18 novembre 1957).
- 21 septembre :
  - Clarence Dill, homme politique américain († 14 janvier 1978).
  - Al Thompson, acteur américain († 1er mars 1960).
- 23 septembre : Léo Fontan, peintre, illustrateur et décorateur français († 26 juin 1965).
- 24 septembre : Gustave Garrigou, coureur cycliste français († 28 janvier 1963).
- 29 septembre : Gaston Gabaroche, acteur, chanteur et musicien français († 28 août 1961).
- 30 septembre : Raoul Toscan, homme de lettres, poète, romancier et critique d'art français († 12 juillet 1946).
- 4 octobre :
  - Félix Gouin, homme politique français († 25 octobre 1977).
  - Jun Tsuji, écrivain, poète, essayiste, dramaturge et traducteur japonais († 24 novembre 1944).
- 5 octobre : Sulejman Delvina, homme politique albanais († 1er août 1933).
- 9 octobre : « Bombita III » (Manuel Torres Reina), matador espagnol († 10 octobre 1936).
- 12 octobre : Edna Luby, actrice américaine († 1er octobre 1928).
- 13 octobre : François Quelvée, peintre, graveur et illustrateur français († 12 décembre 1967).
- 15 octobre : Étienne Œhmichen, ingénieur français († 10 juillet 1955).
- 20 octobre : Thomas Chalmers, chanteur d'opéra, acteur, producteur et réalisateur américain († 12 juin 1966).
- 21 octobre : Alekseï Morgounov, peintre russe puis soviétique († 15 février 1935).
- 23 octobre : Kateryna Antonovytch, peintre et professeure d'histoire de l'art russe puis soviétique († 22 février 1975).
- 26 octobre : René Berti, peintre et graveur italien († 24 septembre 1939).
- 29 octobre : Corrado Govoni, écrivain et poète italien († 20 octobre 1965).
- 30 octobre : Grégoire Nicolas Finez, peintre français († 1975).
- 5 novembre : Henri de Nolhac, peintre et illustrateur français († 6 février 1948).
- 11 novembre : Gerardo Dottori, peintre futuriste italien († 13 juin 1977).
- 12 novembre : Griff Barnett, acteur américain († 12 janvier 1958).
- 13 novembre : René Blin, compositeur français († 1951).
- 14 novembre : Cesare Maria De Vecchi, militaire et homme politique italien († 23 juin 1959).
- 16 novembre : Carlos-Reymond, peintre et graveur français († 12 février 1970).
- 17 novembre : Émile Colinus, peintre et dessinateur français († 18 août 1966).
- 18 novembre :
  - Paul Ledoux, peintre, graveur et illustrateur français († 17 septembre 1960).
  - Henri Pépin, coureur cycliste français († 1914).
- 19 novembre :
  - Augustin Fliche, historien français († 19 novembre 1951).
  - Gaston Cyprès, footballeur français († 18 août 1925).
- 21 novembre :
  - Pierre Aubin, peintre français († 28 septembre 1945).
  - Bob Burns, acteur américain († 14 mars 1957).
- 22 novembre : Jacques Maroger, peintre, chercheur et restaurateur d'œuvres d'art français († 28 juin 1962).
- 25 novembre : Jean Lébédeff, graveur sur bois et peintre français († 21 septembre 1972).
- 30 novembre : Giovanni Barrella, écrivain, dramaturge et peintre italien († 23 septembre 1967).
- 1er décembre : Franziska Schlopsnies, caricaturiste et affichiste allemande († 30 décembre 1944).
- 2 décembre :
  - Jean Paulhan, écrivain français († 9 octobre 1968).
  - Johannes Popitz, homme politique allemand († 2 février 1945).
- 3 décembre : Rajendra Prasad, homme d’État indien († 28 février 1963).
- 4 décembre : Emmy Leuze-Hirschfeld, peintre française († 1976).
- 8 décembre : Marcel L'Enfant, peintre français († 25 janvier 1963).
- 10 décembre : Zinaïda Serebriakova, peintre russe († 19 septembre 1967).
- 13 décembre : Samuel Mützner, peintre roumain († 2 octobre 1959).
- 14 décembre : Erich Ponto, acteur allemand († 4 février 1957).
- 15 décembre : Eugène Zak, peintre polonais († 15 janvier 1926).
- 20 décembre :
  - Christian Christiansen, pianiste, organiste et compositeur danois († 19 février 1955).
  - Ruhana Kuddus, journaliste indonésienne († 17 août 1972).
- 22 décembre : Albin Grau, architecte, producteur, décorateur et costumier allemand († 27 mars 1971).
- 23 décembre : Ernest Payne, coureur cycliste britannique († 19 septembre 1961).
- 24 décembre : Hélène Dieudonné, comédienne († 29 septembre 1980).
- 25 décembre : Raphaël Drouart, graveur, peintre et illustrateur français († 8 avril 1972).
- 27 décembre : Armand Vallée, peintre français († 28 janvier 1960).
- 29 décembre : Elin Wallin, peintre et dessinatrice suédoise († 25 mars 1969).

- Date précise inconnue :
  - Georges Ascher, peintre polonais († 1943).
  - Pasquale Avallone, peintre et sculpteur italien († 18 février 1965).
  - Henri Barthelemy, illustrateur français († 1977).
  - Norbu Dhondup, interprète et diplomate tibétain puis agent britannique († 1944).
  - Marthe Galard, peintre française († 1961).
  - Mikhaïl Lachevitch, militaire et homme politique russe puis soviétique († 30 août 1928).
  - Rudolf Leberl, compositeur et enseignant austro-hongrois puis tchécoslovaque († 1952).
  - Adolphe Milich, peintre français d'origine polonaise († 1964).
  - Julio Marial Mundet, footballeur espagnol et sixième président du FC Barcelone († 21 mai 1963).

- Vers 1884 :
- M.S. Buksh, figure de la vie politique coloniale fidjienne († 27 juillet 1967).

## Décès en 1884
- 6 janvier : Gregor Mendel, généticien (° 20 juillet 1822).
- 9 janvier : Vito D'Ancona, peintre italien du mouvement des Macchiaioli (° 12 août 1825).
- 15 janvier : Félix Breański, militaire polonais (° 29 novembre 1794).
- 17 janvier : Hermann Schlegel, ornithologue allemand (° 10 juin 1804).
- 21 janvier : Auguste-Joseph Franchomme, compositeur français, professeur de violoncelle du Conservatoire national supérieur de musique de Paris (° 10 avril 1808).
- 25 janvier : Périclès Pantazis, peintre et dessinateur grec (° 13 mars 1849).
- 28 janvier : Alexandre-Louis Leloir, peintre et illustrateur français (° 14 mars 1843).
- 2 février : Tompkins H. Matteson, peintre américain (° 9 mai 1813).
- 3 février : Eugène Rouher, homme politique français (° 30 novembre 1814).
- 6 février : Jules Quantin, peintre français (° 13 avril 1810).
- 11 février : John Hutton Balfour, botaniste britannique (° 15 septembre 1808).
- 14 février : Franz Wohlfahrt, professeur de violon et compositeur allemand (° 7 mars 1833).
- 20 février : Adrien Guilmin, professeur de mathématique français (° 1er mars 1812).
- 21 février : John Pyke Hullah, compositeur et professeur de musique anglais (° 27 juin 1812).
- 24 février : Benjamin Ulmann, peintre français (° 24 mai 1829).
- 26 février : Alexander Wood, médecin écossais (° 10 décembre 1817).
- 19 mars : Renaud de Vilbac, organiste et compositeur français (° 3 juin 1829).
- 20 mars : Adolphe Aze, peintre français (° 6 mars 1822).
- 23 mars : Angiolo Tricca, peintre italien (° 17 février 1817).
- 16 avril : Walter Francis Montagu-Douglas-Scott, aristocrate et homme politique britannique (° 25 novembre 1806).
- 29 avril : Michele Costa, compositeur, chef d'orchestre et directeur musical italien naturalisé anglais (° 4 février 1808).
- 15 mai : Gustave Jundt, peintre paysagiste et peintre de genre, dessinateur, illustrateur et graveur français (° 21 juin 1830).
- 25 mai : Auguste Bonheur, peintre français (° 18 mars 1824).
- 9 juin : Aníbal Pinto Garmendia, homme d'État chilien (° 15 mars 1825).
- 12 juin : Hiester Clymer, homme politique américain (° 3 novembre 1827).
- 19 juin :
  - Juan Bautista Alberdi, théoricien politique et diplomate espagnol puis argentin (° 29 août 1810).
  - Adrian Ludwig Richter, peintre, dessinateur et graveur allemand (° 28 septembre 1803).
- 25 juin : Hans Rott, compositeur autrichien (° 1er août 1858).
- 5 juillet : Victor Massé, compositeur et professeur de composition français (° 7 mars 1822).
- 6 juillet : Jules-Antoine Duvaux, peintre et dessinateur français (° 12 janvier 1818).
- 10 juillet : Karl Richard Lepsius, égyptologue allemand (° 23 décembre 1810).
- 15 juillet : Henry Richard Charles Wellesley, homme politique britannique (° 17 juin 1804).
- 23 juillet : William Adams, homme politique néo-zélandais (° 21 mars 1811).
- 29 juillet : Gustave Le Gray, photographe français (° 30 août 1820).
- 1er août : Carlo Bossoli, peintre et lithographe suisse (° 6 décembre 1815).
- 18 août : Sébastien Norblin, peintre français (° 24 février 1796).
- 21 août : Giuseppe De Nittis, peintre italien (° 25 février 1846).
- 4 septembre : Wilhelm Engerth, architecte et ingénieur autrichien (° 26 mai 1814).
- 10 septembre : George Bentham, botaniste britannique (° 22 septembre 1800).
- 30 septembre :
  - Charles Auguste Herbé, peintre français (° 17 août 1801).
  - Louis Lacombe, pianiste et compositeur français (° 26 novembre 1818).
- 14 octobre : Ramón Allende Padín, médecin et homme politique chilien (° 19 mars 1845).
- 20 octobre : Julius von Kirchmann, juriste et homme politique allemand (° 5 novembre 1802).
- 22 octobre : Carl von Effner, jardinier paysagiste allemand (° 10 février 1831).
- 28 octobre : Édouard Vasselon, peintre de fleurs et portraitiste français (° 19 avril 1814).
- 31 octobre : Marie Bashkirtseff, diariste, peintre et sculpteur russe (° 11 novembre 1858).
- 3 novembre :
  - František Doucha, traducteur et essayiste tchèque (° 31 août 1810).
  - Menyhért Lónyay, homme d'État hongrois (° 6 janvier 1822).
- 8 novembre : Henri Félix Emmanuel Philippoteaux, peintre d'histoire français (° 3 avril 1815).
- 11 novembre : Alfred Edmund Brehm, zoologiste et explorateur allemand (° 2 février 1829).
- 24 novembre : François Auguste Ortmans, peintre paysagiste français (° 2 février 1826).
- 27 novembre : Léon Alègre, peintre, historien régionaliste et collectionneur français (° 14 décembre 1813).
- 4 décembre : Alice Mary Smith, compositrice britannique (° 19 mai 1839).
- 10 décembre :
  - Jules Bastien-Lepage, peintre naturaliste français (° 1er novembre 1848).
  - Eduard Rüppell, naturaliste et explorateur allemand (° 20 novembre 1794).
- 31 décembre : Joseph Marc Gibert, peintre français (° 3 février 1806).
- Date inconnue :
  - Giulio Gorra, peintre et illustrateur italien (° 1832).
  - Royal Phelps, homme d'affaires et homme politique américain (° 1809).
  - Juan Saá, militaire et homme politique argentin (° 1818).